# IC 454
IC 454 је спирална галаксија у сазвјежђу Близанци која се налази на листи објеката дубоког неба у Индекс каталогу.
Деклинација објекта је + 12° 55' 21" а ректасцензија 6h 51m 6,2s. Привидна величина (магнитуда) објекта IC 454 износи 13,5 а фотографска магнитуда 14,3. IC 454 је још познат и под ознакама UGC 3570, MCG 2-18-2, IRAS 06482+1258, PGC 19725.